# Четверта влада (фільм)
«Четверта влада» (нім. Die vierte Macht) — німецький гостросюжетний фільм 2012 року режисера Денніса Ґанзеля з Моріцем Блейбтроєм, Касею Смутняк, Максом Рімельтом, Раде Шербеджиєм, Марком Іваніром й Ізабеллою Вінет у головних ролях. Прем'єра відбулася 8 березня 2012 року в Німеччині. Робоча назва була «The Year of the Snake» («Рік змії»).

## Сюжет
Чоловік покидає свою московську квартиру. На виході він помічає дивну активність у підвалі, але не надає їй значення. Поки він виїжджає, у будинку стається вибух.
Через 13 років німецький журналіст Пауль Янсен (Моріц Бляйбтрой) приїжджає до Москви, щоб працювати у журналі Онєгіна, приятеля його покійного батька (Раде Шербеджия). Пауль стає свідком вбивства. Від фотографа Діми (Макс Рімельт) він дізнається, що жертва — відомий журналіст, автор телевізійного шоу, яке було скасовано через критику уряду.
Журналістка Катя (Кася Смутняк) хоче опублікувати статтю про вбитого журналіста, але редактор не дає дозвіл. Пауль пропонує їй переписати статтю, а потім публікає про його славу у розділі про знаменитостей. На акції протесту Янсен знайомиться з братом Каті Анатолієм (Григорій Добригін). Поліція розганяє учасників. Катя та Пауль займаються сексом у квартирі Пауля. Наступного дня Катя дізнається, що стаття опублікована без відома редактора. Над видавництвом нависла загроза закриття. Дізнавшись про стосунки Пауля та Каті, Діма попереджає його, щоб не заводив серйозних стосунків з російськими жінками.
На вечірці Катя виглядає розгубленою і знервованою. Біля метро чоловік просить у Пауля запальничку. Стається вибух, Пауль втрачає свідомість. В лікарні поліцейські розповідають Янсену, що в рюкзаку Каті була вибухівка, а вона сама загинула. Пауля звинувачують у тероризмі, надають безапеляційні докази.
Пауля відправляють до в'язниці, яка отримала назву «Маленька Чечня» через велику кількість чеченців, які там відбувають покарання. Його б'ють, але після врятування, він потрапляє під крило лідера чеченців Аслана (Марк Іванір). Аслан розповідає Паулю, що знав його батька Норберта Янсена (Бйорн фон дер Веллен), він брав у нього інтерв'ю. Чеченець також поділився, що він та кілька ув'язнених втратили свої родини під час вторгнення, як він став терористом, вказує на зв'язок між нафтою, тероризмом і грошима.
Аслана б'ють охоронці. Він підозрює, що стукач спілкується з начальником в'язниці (Мераб Нінідзе). Аслан знаходить стукача та примушує Пауля спостерігати за його вбивством. Невдовзі Аслана позбавляють життя. Пауль вирішує підписати контракт, за яким його відправлять до Німеччини. На шляху Янсен розуміє, що його везуть не до аеропорту, він вистрибує з машини, залишивши позаду охоронців.
Пауль дізнається, що Катя жива. Вона була обдурена владою, щоб заманити Янсена в пастку. Пауль надає Онєгіну інформацію, яку він знайшов у квартирі батька, про намагання влади приховати деякі факти щодо початку війни в Чечні. Він допомагає повернутися Янсену в Німеччину. Там він дізнається з новин про вбивство Онєгіна.

## У ролях
| Актор                | Роль           |
| -------------------- | -------------- |
| Моріц Бляйбтрой      | Пауль Янсен    |
| Кася Смутняк         | Катя           |
| Раде Шербеджия       | Олексій Онєгін |
| Макс Рімельт         | Діма           |
| Марк Іванір          | Аслан          |
| Стіп Ерцег           | Володимир      |
| Райнер Шене          | Соколов        |
| Іван Вргоч           | Сергій         |
| Ізабелла Вінет       | Катерина       |
| Майкл Ігнов          | офіцер ФСБ     |
| Мераб Нінідзе        | Сагалаєв       |
| Бйорн фон дер Веллен | Норберт Янсен  |

## Виробництво
Ідея для фільму у Ґанзеля виникла після трансляції «Das Phantom», режисер зазначив, що вони схожі за темою. Фільм знімали у Берліні та Києві. Для дозволу зйомок кількох сцен у Москві автори надали підробний сценарій через політичну тему фільму. Монтаж виконав Йоген Реттер, він також працював над кількома короткометражними стрічками та повнометражними «Das Phantom» та «Академія смерті» Денніса Ґанзеля. Фільм є п'ятою спільною роботаю режисера та актора Рімельта. За словами режисера протягом зйомок на нього мав вплив фільм «Три дні Кондора».

## Сприйняття

### Критика
Журнал «Variety» назвав фільм «гладким, солідним, але не винятковим євротрилером», високо оцінив кінематографію та музику. Оглядачі «Scene Stealers» позитивно оцінили фільм і похвалили акторів та режисера за страхітливу реалістичність.

### Номінації та нагороди
| Нагороди та номінації фільму «Четверта влада» | Нагороди та номінації фільму «Четверта влада» | Нагороди та номінації фільму «Четверта влада» | Нагороди та номінації фільму «Четверта влада» | Нагороди та номінації фільму «Четверта влада» | Нагороди та номінації фільму «Четверта влада» |
| Рік                                           | Кінофестиваль/кінопремія                      | Категорія/нагорода                            | Номінант                                      | Результат                                     |                                               |
| --------------------------------------------- | --------------------------------------------- | --------------------------------------------- | --------------------------------------------- | --------------------------------------------- | --------------------------------------------- |
| 2012                                          | Deutscher Filmpreis                           | Найкраща робота оператора                     | Йоген Реттер                                  | Номінація                                     |                                               |
| 2013                                          | «Золотий трейлер»                             | Найкращий телевізійний ролик                  | UFA Fiction                                   | Номінація                                     |                                               |